# Lijst van voetbalinterlands Brazilië - Tanzania
Deze lijst van voetbalinterlands is een overzicht van alle officiële voetbalwedstrijden tussen de nationale teams van Brazilië en Tanzania. De landen hebben tot op heden een keer tegen elkaar gespeeld. Dat was een vriendschappelijke wedstrijd op 7 juni 2010 in Dar es Salaam. Voor het Braziliaans voetbalelftal was dit een oefenwedstrijd in de voorbereiding op het Wereldkampioenschap voetbal 2010.

## Wedstrijden
| № | Plaats        | Datum       | Competitie        | Wedstrijd           | Uitslag |
| - | ------------- | ----------- | ----------------- | ------------------- | ------- |
| 1 | Dar es Salaam | 7 juni 2010 | Vriendschappelijk | Tanzania − Brazilië | 1 − 5   |

## Samenvatting
| Competitie        | Totaal gespeeld | Winst Brazilië | Gelijk | Winst Tanzania | Doelsaldo Brazilië – Tanzania |
| ----------------- | --------------- | -------------- | ------ | -------------- | ----------------------------- |
| Vriendschappelijk | 1               | 1              | 0      | 0              | 5 − 1                         |
| Totaal            | 1               | 1              | 0      | 0              | 5 − 1                         |

Wedstrijden bepaald door strafschoppen worden, in lijn met de FIFA, als een gelijkspel gerekend.
A-internationals · Selecties · CBF · Braziliaans vrouwenelftal · Olympisch elftal · Bondscoaches
1910 – 1919 · 
1920 – 1929 · 
1930 – 1939 · 
1940 – 1949 · 
1950 – 1959 · 
1960 – 1969 · 
1970 – 1979 · 
1980 – 1989 · 
1990 – 1999 · 
2000 – 2009 · 
2010 – 2019 · 
2020 – 2029
WK 1930 · 
WK 1934 · 
WK 1938 · 
WK 1950 · 
WK 1954 · 
WK 1958 · 
WK 1962 · 
WK 1966 · 
WK 1970 · 
WK 1974 · 
WK 1978 · 
WK 1982 · 
WK 1986 · 
WK 1990 · 
WK 1994 · 
WK 1998 · 
WK 2002 · 
WK 2006 · 
WK 2010 · 
WK 2014 · 
WK 2018 · 
WK 2022
OS 1952 · 
OS 1960 · 
OS 1964 · 
OS 1968 · 
OS 1972 · 
OS 1976 · 
OS 1984 · 
OS 1988 · 
OS 1996 · 
OS 2000 · 
OS 2008 · 
OS 2012 · 
OS 2016 · 
OS 2020
1914 · 
1915 · 
1916 · 
1917 · 
1918 · 
1919 · 
1920 · 
1921 · 
1922 · 
1923 · 
1924 · 
1925 · 
1926 · 
1927 · 
1928 · 
1929 · 
1930 · 
1931 · 
1932 · 
1933 · 
1934 · 
1935 · 
1936 · 
1937 · 
1938 · 
1939 · 
1940 · 
1941 · 
1942 · 
1943 · 
1944 · 
1945 · 
1946 · 
1947 · 
1948 · 
1949 · 
1950 · 
1951 · 
1952 · 
1953 · 
1954 · 
1955 · 
1956 · 
1957 · 
1958 · 
1959 · 
1960 · 
1961 · 
1962 · 
1963 · 
1964 · 
1965 · 
1966 · 
1967 · 
1968 · 
1969 · 
1970 · 
1971 · 
1972 · 
1973 · 
1974 · 
1975 · 
1976 · 
1977 · 
1978 · 
1979 · 
1980 · 
1981 · 
1982 · 
1983 · 
1984 · 
1985 · 
1986 · 
1987 · 
1988 · 
1989 · 
1990 · 
1991 · 
1992 · 
1993 · 
1994 · 
1995 · 
1996 · 
1997 · 
1998 · 
1999 · 
2000 · 
2001 · 
2002 · 
2003 · 
2004 · 
2005 · 
2006 · 
2007 · 
2008 · 
2009 · 
2010 · 
2011 · 
2012 · 
2013 · 
2014 · 
2015 · 
2016 · 
2017 · 
2018 ·
2019 ·
2020 ·
2021
Algerije ·
Andorra ·
Argentinië ·
Australië ·
België ·
Bolivia ·
Bosnië en Herzegovina ·
Bulgarije ·
Canada ·
Chili ·
China ·
Colombia ·
Congo-Kinshasa ·
Costa Rica ·
Denemarken ·
DDR ·
Duitsland ·
Ecuador ·
Egypte ·
El Salvador ·
Engeland ·
Estland ·
Finland ·
Frankrijk ·
Gabon ·
Ghana ·
Griekenland ·
Guatemala ·
Guinee ·
Haïti ·
Honduras ·
Hongarije ·
Hongkong ·
Ierland ·
IJsland ·
Irak ·
Iran ·
Israël ·
Italië ·
Ivoorkust ·
Jamaica ·
Japan ·
Joegoslavië ·
Kameroen ·
Kroatië ·
Letland ·
Litouwen ·
Luxemburg ·
Maleisië ·
Marokko ·
Mexico ·
Nederland ·
Nieuw-Zeeland ·
Nigeria ·
Noord-Ierland ·
Noord-Korea ·
Noorwegen ·
Oekraïne ·
Oman ·
Oostenrijk ·
Panama ·
Paraguay ·
Peru ·
Polen ·
Portugal ·
Qatar .
Roemenië ·
Rusland ·
Saoedi-Arabië ·
Senegal ·
Servië ·
Schotland ·
Slowakije ·
Sovjet-Unie ·
Spanje ·
Tanzania ·
Thailand ·
Tsjechië ·
Tsjecho-Slowakije ·
Tunesië ·
Turkije ·
Uruguay ·
Venezuela ·
Verenigde Arabische Emiraten ·
Verenigde Staten ·
Wales ·
Zambia ·
Zimbabwe ·
Zuid-Afrika ·
Zuid-Korea ·
Zweden ·
Zwitserland
Argentinië (1982) ·
Argentinië (2005) ·
Australië (1997) ·
Australië (2006) ·
België (2018) ·
Chili (2014) ·
China (2002) ·
Colombia (2014) ·
Costa Rica (2018) ·
Duitsland (2002) ·
Duitsland (2014) ·
Frankrijk (1998) ·
Frankrijk (2006) ·
Ghana (2006) ·
Hongarije (1954) ·
Italië (1970) ·
Italië (1982) ·
Italië (1994) ·
Japan (2006) ·
Kameroen (2014) ·
Kameroen (2022) ·
Kroatië (2006) ·
Kroatië (2014) ·
Kroatië (2022) ·
Mexico (1999) ·
Mexico (2014) ·
Mexico (2018) ·
Nederland (2014) ·
Portugal (2010) ·
Servië (2018) ·
Spanje (2013) ·
Tsjecho-Slowakije (1962, 2) ·
Turkije (2002, 1) ·
Uruguay (1950) ·
Verenigde Staten (2009, 2) ·
Zweden (1958) ·
Zwitserland (2018)
FAT · A-internationals · Olympische elftal · Vrouwenelftal
Algerije ·
Angola ·
Benin ·
Botswana ·
Brazilië ·
Bulgarije ·
Burkina Faso ·
Burundi ·
Centraal-Afrikaanse Republiek ·
China ·
Congo-Brazzaville ·
Congo-Kinshasa ·
Djibouti ·
Egypte ·
Equatoriaal-Guinea ·
Eritrea ·
Ethiopië ·
Gabon ·
Gambia ·
Ghana ·
Guinee ·
Indonesië ·
Ivoorkust ·
Jemen ·
Kaapverdië ·
Kameroen ·
Kenia ·
Lesotho ·
Liberia ·
Libië ·
Madagaskar ·
Malawi ·
Marokko ·
Mauritanië ·
Mauritius ·
Mongolië ·
Mozambique ·
Namibië ·
Nieuw-Zeeland ·
Niger ·
Nigeria ·
Oeganda ·
Palestina ·
Rwanda ·
Saoedi-Arabië ·
Senegal ·
Seychellen ·
Soedan ·
Somalië ·
Swaziland ·
Togo ·
Tsjaad ·
Tunesië ·
Zambia ·
Zimbabwe ·
Zuid-Afrika